# Pixel 3
Pixel 3 та Pixel 3 XL — смартфони, розроблені компанією Google, що відносяться до серії Google Pixel. Були представлені 9 жовтня 2018 року. Є наступниками Pixel 2 та Pixel 2 XL.

## Дизайн
Задня панель та екран виконані зі скла Corning Gorilla Glass 5. Бокова частина виконана з алюмінію.
Знизу розміщені роз'єм USB-C та слот під 1 SIM-картку. Зверху розташований другий мікрофон. З правого боку розміщені кнопки регулювання гучності та кнопка блокування смартфону яка виділена зеленим кольором в білому варіанті корпусу та оранжевим у рожевому варіанті. На нижній рамці та на верхній рамці Pixel 3, або у вирізі Pixel 3 XL знаходяться стерео-динаміки. Сканер відбитку пальця знаходиться на задній панелі.
Pixel 3 та 3 XL продавалися в 3 кольорах: Just Black (Просто чорний), Clearly White (Чисто білий) та Not Pink (Не рожевий).

## Технічні характеристики

### Платформа
Смартфони отримали флагманський на той час процесор Qualcomm Snapdragon 845 та графічний процесор Adreno 630. Також смартфони отримали чип Titan M, який відповідає за безпеку пристроїв.

### Акумулятор
Pixel 3 отримав акумулятор ємністю 2915 мА·год, а Pixel 3 XL — 3430 мА·год. Також обидві моделі отримали підтримку 18-ватної швидкої зарядки та швидкої бездротової зарядки стандарту Qi на 10 Вт.

### Камера
Смартфони отримали основну камеру 12.2 Мп, f/1.8 (ширококутний) з оптичною стабілізацією, автофокусом Dual Pixel та здатністю запису відео в роздільній здатності 4K@30fps. Також смартфони отримали подвійну фронтальну камеру 8 Мп, f/1.8 (ширококутний) + 8 Мп, f/2.2 (надширококутний). Також вона вміє записувати відео в роздільній здатності 1080p@30fps.

### Екран
Pixel 3 отримав екран P-OLED, 5.5", Full HD+ (2160 x 1080) зі щільністю пікселів 443 ppi та співвідношенням сторін 18:9.
Pixel 3 XL отримав екран P-OLED, 6.3", QHD (2960 x 1440) зі щільністю пікселів 523 ppi, співвідношенням сторін 18.5:9 та вирізом під 2 фронтальні камери, датчики і другий динамік.

### Пам'ять
Смартфони продавалися з 4 ГБ оперативної пам'яті типу LPDDR4X та 64 або 128 ГБ вбудованої пам'яті типу UFS 2.1.

### Програмне забезпечення
Смартфони були випущені на Android 9 Pie. Обидва смартфони отримали 3 роки оновлення Android та патчів безпеки. З оновленнями смартфони також отримали функції, які відразу були в Pixel 4, такі як: Live Captions, Google Recorder, новий Google Assistant, режим Астрофотографії та Top Shot для коротких відео.
В смартфонах відсутня функція розблокування по голосу, що була присутня в попередніх моделях.